# Pietro Ferrara
Pietro Ferrara (Pachino, 23 settembre 1943) è un politico italiano.

## Biografia
Laureato in medicina, è chirurgo ospedaliero. È sindaco di Pachino, suo paese natale, per tre mandati, dal 1976 al 1978, poi dal 1982 al 1983 e infine dal 1989 al 1990. Nel 1987 è stato eletto senatore della Repubblica per la X legislatura con il Partito Socialista Italiano nel collegio di Noto. Rimane in carica fino al 1992.